# Salobreña Castle
Salobreña Castle är ett slott i Spanien.   Det ligger i provinsen Provincia de Granada och regionen Andalusien, i den södra delen av landet, 400 km söder om huvudstaden Madrid. Salobreña Castle ligger 76 meter över havet.
Terrängen runt Salobreña Castle är varierad. Havet är nära Salobreña Castle söderut.  Närmaste större samhälle är Motril, 6,4 km öster om Salobreña Castle. 